# Lchap
Lchap là một đô thị thuộc tỉnh Gegharkunik, Armenia. Dân số ước tính năm 2011 là 1235 người.